# Jurij Usačov
Jurij Vladimirovič Usačov (rusky Юрий Владимирович Усачёв; * 9. října 1957 v Doněcku, Rostovská oblast, SSSR) je bývalý sovětský a ruský kosmonaut, člen oddílu kosmonautů RKK Eněrgija. V letech 1994 a 1996 byl členem 15. a 21. expedice na vesmírné stanici Mir, roku 2000 vzlétl na palubě raketoplánu Atlantis (let STS-101) k Mezinárodní vesmírné stanici (ISS) a roku 2001 absolvoval půlroční kosmický let na ISS jako velitel Expedice 2. Celkem strávil ve vesmíru 552 dní, 22 hodin a 28 minut. Roku 2004 ztratil status kosmonauta. Od roku 2007 je náčelníkem oddílu kosmonautů Eněrgije.

## Život

### Mládí
Jurij Usačov pochází z města Doněck Rostovské oblasti v centrálním Rusku, je ruské národnosti. Po ukončení střední školy rok pracoval jako učedník soustružníka v místním bavlnářském závodě. Povinnou vojenskou službu (1976–1978) strávil v NDR. Poté se rok učil na přípravce na Moskevský letecký institut (MAI), který absolvoval roku 1985, se specializací na dýchací přístroje. Poté nastoupil v RKK Eněrgija.

### Kosmonaut

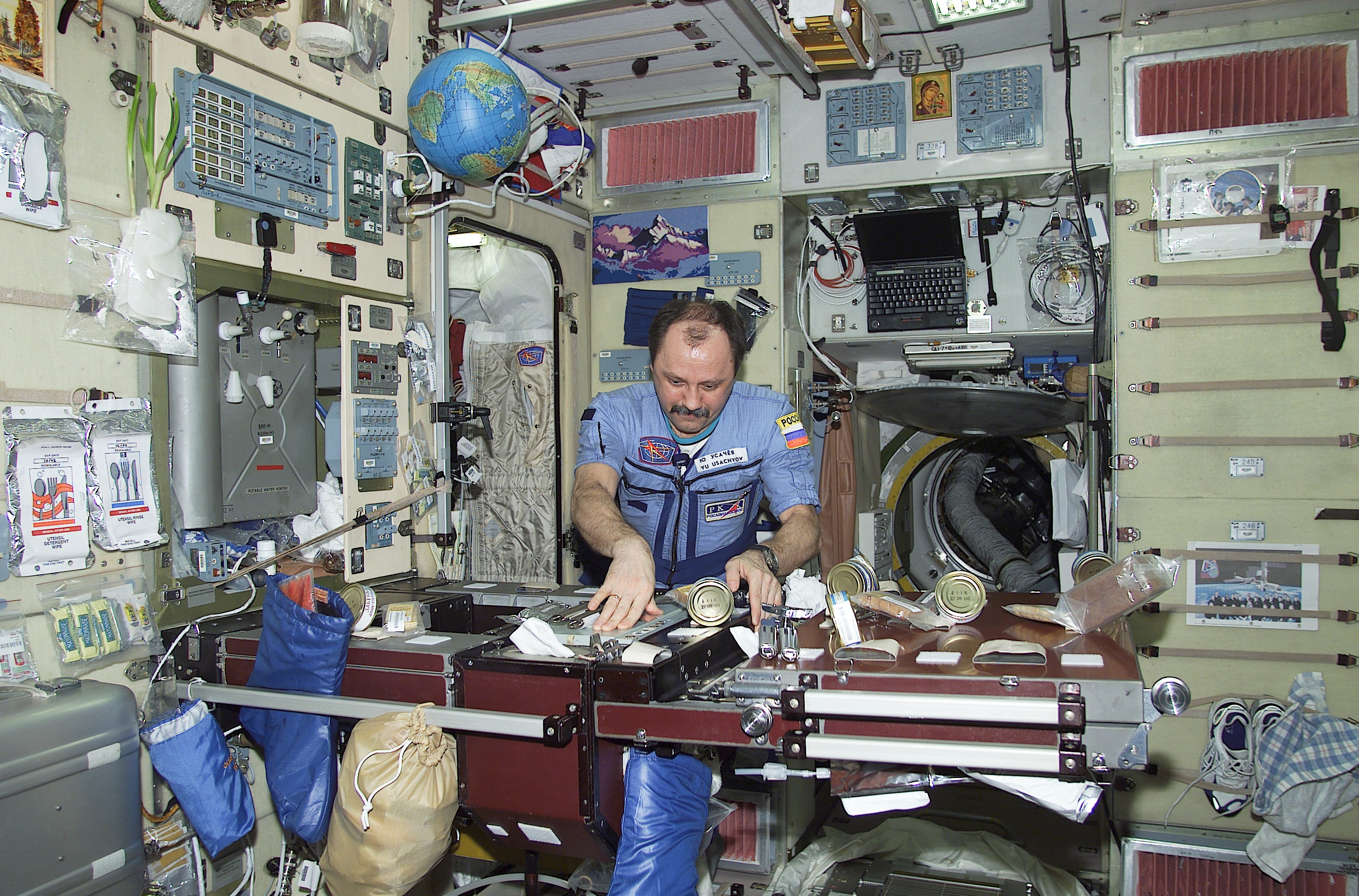
Jurij Usačov na ISS, 16. července 2001

Koncem osmdesátých let se přihlásil k kosmonautickému výcviku, prošel lékařskými prohlídkami a 21. října 1988 získal souhlas Hlavní lékařské komise k přípravě. Rozhodnutím Státní meziresortní komise byl 25. ledna 1989 vybrán do oddílu kosmonautů RKK Eněrgija, formálně zařazen v Eněrgiji na pozici kandidáta na kosmonauta byl 27. února 1989. Absolvoval dvouletou všeobecnou kosmickou přípravu ve Středisku přípravy kosmonautů J. A. Gagarina a 1. února 1991 získal kvalifikaci zkušební kosmonaut.
Od dubna 1991 byl zařazen mezi kosmonauty připravující se na lety na Mir, od roku 1992 v posádce s Anatolijem Arcebarským. V říjnu 1992 – lednu 1993 byl společně s Vasilijem Ciblijevem členem záložní posádky 13. základní expedice na Mir. Od února do června 1993 byl společně s Viktorem Afanasjevem a Claudie André-Deshaysovou v záložní posádce 14. základní expedice na Mir. Od srpna se připravoval na let na Mir v hlavní posádce 15. základní expedice, s Afanasjevem a Valerijem Poljakovem.
Do vesmíru odstartoval s kolegy z patnácté expedice 8. ledna 1994 na palubě Sojuzu TM-18 z kosmodromu Bajkonur v Kazachstánu. Na stanici Mir vystřídali 14. základní expedici (Vasilij Ciblijev, Alexandr Serebrov). Po šesti měsících letu byli Afanasjev s Usačovem vystřídáni dvojicí Jurij Malenčenko a Talgat Musabajev ze 16. základní expedice, a 9. července 1994 přistáli v Kazachstánu po 182 dnech a 27 minutách pobytu ve vesmíru, přičemž Poljakov zůstal na Miru.
V dubnu 1995 nahradil v záložní posádce 19. expedice na Mir Alexandra Poleščuka, vyřazeného ze zdravotních důvodů. Po startu 19. expedice v červnu 1995 se posádka Onufrijenko, Usačov stala hlavní pro 21. základní expedici. Záhy k nim byla přiřazena Shannon Lucidová. Dvojice ruských kosmonautů odstartovala z Bajkonuru 21. února 1996 v Sojuzu TM-23. Po měsíci života na Miru přijali návštěvu raketoplánu Atlantis, který přivezl zbývajícího člena 21. expedice – Lucidovou. Na zem se vrátil s Onufrijenkem 2. září 1996 po letu trvajícím 193 dní, 19 hodin a 8 minut. Během letu šestkrát vystoupil do vesmíru, celkem na 30 hodin a 30 minut.
V únoru 1996 byl zařazen do záložní posádky 26. základní expedice na Mir, ale v červenci 1997 byl jmenován velitelem hlavní posádky Expedice 2 na Mezinárodní vesmírnou stanici (ISS), dalšími členy posádky byli James Voss a Susan Helmsová. Paralelně byl v únoru 2000 jmenován letovým specialistou pro let STS-101. Raketoplán Atlantis odstartoval k tomuto letu 19. května 2000, cílem mise bylo pokračování ve výstavbě stanice ISS. Let trval 9 dnů, 20 hodin a 10 minut.
Počtvrté vzlétl do vesmíru 8. dubna 2001 na palubě raketoplánu Discovery při letu STS-102. Na stanici ISS vystřídal s Helmsovou a Vossem Expedici 1 a setrval na ní následujícího půl roku. V průběhu letu uskutečnil jeden krátký (devatenáctiminutový) výstup do otevřeného vesmíru. Členové Expedice 2 se vrátili na Zem 22. srpna 2001 v raketoplánu Discovery (let STS-105). Poslední Usačovův pobyt ve vesmíru trval 167 dní, 6 hodin a 42 minut.

### Po odchodu z oddílu
Z oddílu kosmonautů odešel k 5. dubnu 2004. Zůstal v RKK Eněrgija a 30. října 2007 byl jmenován náčelníkem oddělení č. 291 (tedy oddílu kosmonautů společnosti).